# とうし
とうし（ローマ字：JDS Toushi, MSC-635、YAS-86）は、海上自衛隊の掃海艇。たかみ型掃海艇の6番艇。艇名は答志島に由来する。

## 艦歴
「とうし」は、第3次防衛力整備計画に基づく昭和44年度計画掃海艇335号艇として、日本鋼管鶴見造船所で1970年5月14日に起工され、1970年12月12日に進水、1971年3月18日に就役し、第2掃海隊群第42掃海隊に編入された。
1975年12月15日、第2掃海隊群隷下に第46掃海隊が新編され、同日付で就役した「よこせ」、「さかて」とともに編入された。
1978年3月28日、第1掃海隊群隷下に第48掃海隊が新編され編入。
1983年1月27日、第48掃海隊が佐世保地方隊沖縄基地隊に編入。
1987年3月24日、特務船に種別変更され、船籍番号がYAS-86に変更。鹿児島試験所に編入。
1993年2月9日、除籍。